# Galaad
Galaad sau Galad (/ˈɡɪliəd/; ebraică גִּלְעָד Gīləʿāḏ, arabă جلعاد, Ǧalʻād, Jalaad) este numele antic, istoric, biblic a părții muntoase de nord a regiunii Transiordaia. Regiunea este delimitată la vest de Râul Iordan, la nord de râpa adâncă a râului Yarmouk și regiunea Bashan, iar în sud-vest de ceea ce erau cunoscute în antichitate ca „câmpiile Moab”, fără o graniță certă spre est. În unele cazuri, „Gilead” este folosit biblia pentru a se referi la toată regiunea de la est de râul Iordan.
Galaad este situat în zilele noastre în Iordania, corespunzând aproximativ Guvernoratului Irbid, Guvernoratului Ajloun, Guvernoratului Jerash și Guvernoratului Balqa.
Galaad este, de asemenea, numele a trei persoane din Biblia ebraică și un nume comun pentru bărbați în zilele noastre în Israel.

## Etimologie
Galaad poate însemna grămadă [de pietre] de mărturie. În acest caz, este probabil derivat din גללעד gal'êd, care, la rândul său, provine din gal („grămadă, movilă, deal”) și 'êd ('martor, mărturie').  Există, de asemenea, o teorie alternativă că aceasta înseamnă „regiune stâncoasă”.
După caracterul său muntos, se numește muntele Galaad (Genesa 31:25; Cântec 4:1). Se mai numește țara lui Galaad (Numeri 32:1, Judecători 10:4) în multe traduceri, și, uneori, pur și simplu Galaad (Geneza 37:25; Judecători 10:8 KJV; Psalmul 60:7). De asemenea, menționat în Mica 7:14-15.

## Istorie

### Biblia ebraică
Numele Galaad apare pentru prima dată în relatarea biblică a ultimei întâlniri a lui Iacov și Laban (Geneza 31:21-22). În Cartea Genezei, Galaad a fost, de asemenea, menționat cu numele aramaic Yegar-Sahadutha, care are același înțeles ca și Galaada ebraică, și anume „grămadă [de pietre] de mărturie” (Geneza 31:47-48).
Potrivit narațiunii biblice, în timpul Exodului, „jumătate din Galaad” a fost posedată de Sihon, iar cealaltă jumătate, separată de ea de râul Jabbok, de Og, regele lui Bashan. După ce cei doi împărați au fost învinși, regiunea Galaad a fost alocată de Moise triburilor tribului lui Gad, tribul lui Reuben, și jumătatea estică tribului lui Manase (Deuteronom 3:13; Numeri 32:40).
În Cartea Judecătorilor, cei treizeci de fii ai judecătorul bilic⁠(<span title="Judecătorii biblici|judecătorul bilic la Wikidata">d) Jair⁠(d) au controlat cele treizeci de orașe din Galaad (Judecători 10:4), și în Prima carte de cronici, Segub controla douăzeci și trei de orașe din Galaad (1 Cronici 2:21–22). A fost mărginită la nord de Bashan, iar la sud de Moab și Amon (Geneza 31:21 KJV:; Deuteronomul 3:12–17).

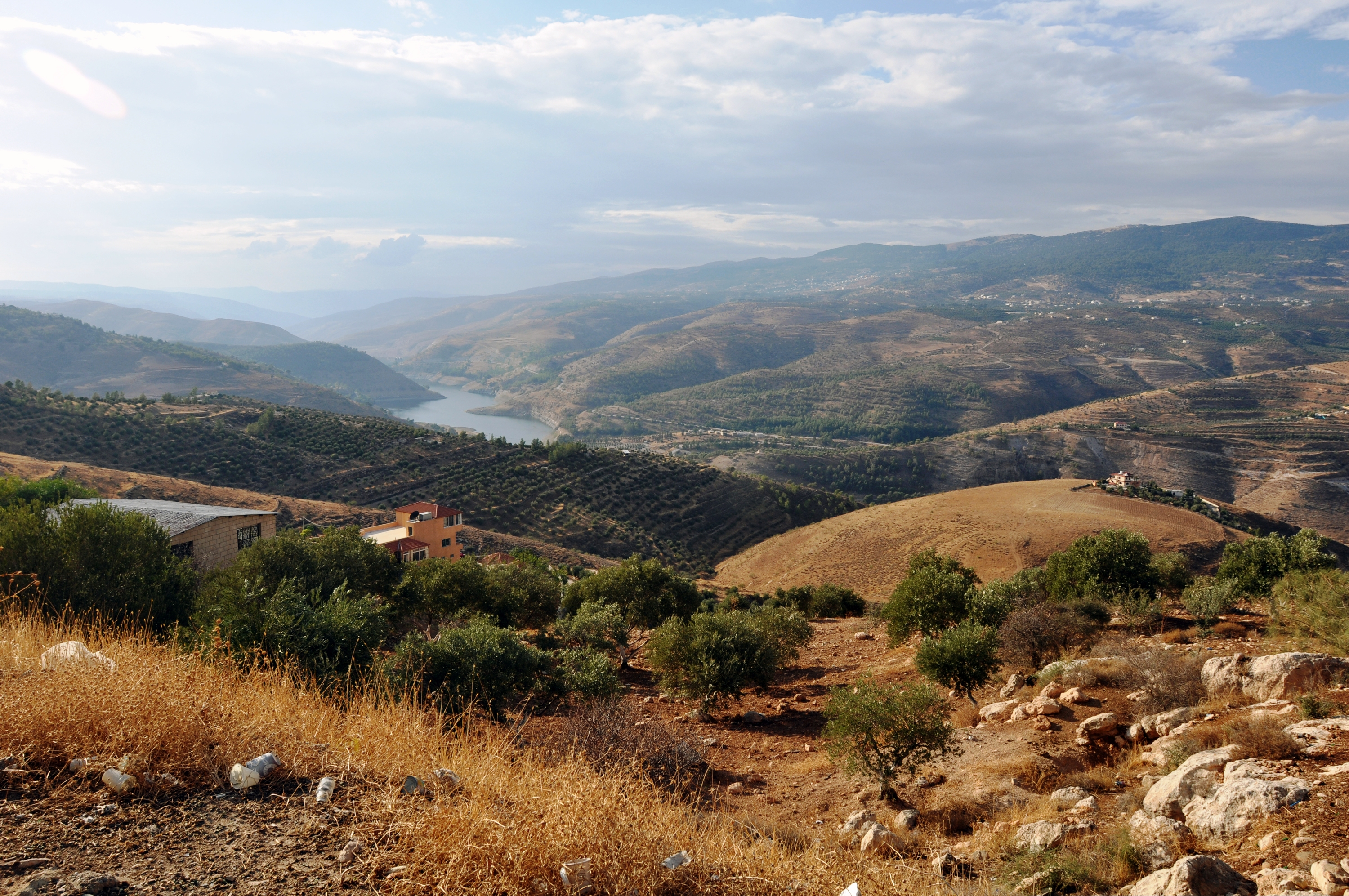
Galaad în jurul râului Zarqa, râul biblic Yabok

Abarim, Pisgah, Nebo și Peor sunt munții săi menționați în Scriptură.
„Galaad” menționat în Cartea Osea se poate referi la orașele Ramoth-Galaad, Jabesh-Galaad, sau la întreaga regiune Galaad; „Galaadul este o cetate de răufăcători, plină de urme de sânge.”.
Regatele Amon și Moab s-au extins uneori pentru a include sudul Galaadului. Regele David a fugit la Mahanaim⁠(d) în Galaad în timpul rebeliunii lui Avesalom. Galaad este menționat mai târziu ca locul de origine al profetului Ilie.

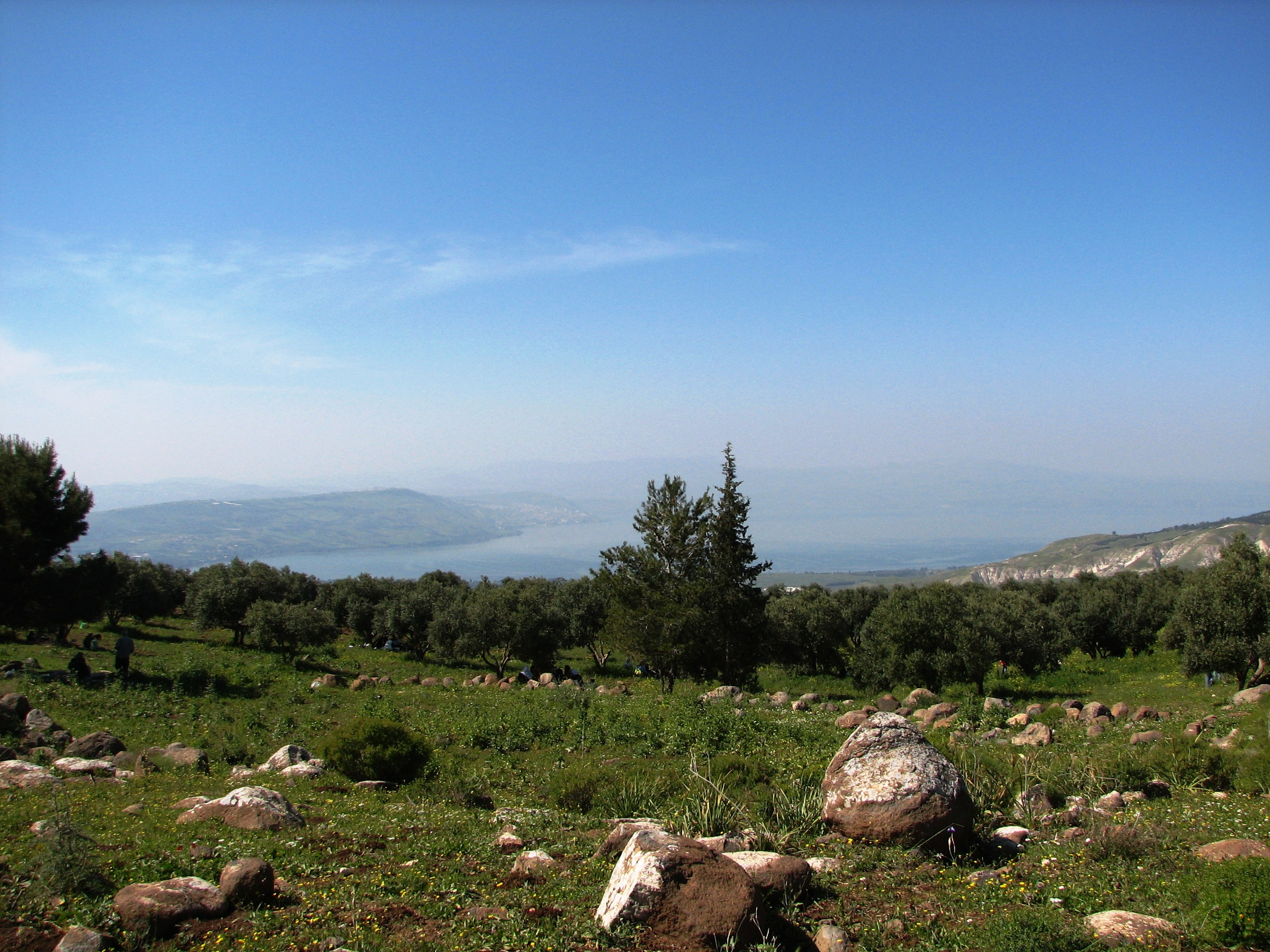
Marea Galileii așa cum se vede din Galaad lângă Irbid

### Provincia neo-asiriană
Regele Tiglatpalasar al III-lea al Asiriei spune că a înființat provincia Gal'azu (Galaad).

### Arabă
Galaad (în arabă جلعاد, Ǧalʻād sau Jalaad) este un termen arab folosit pentru a se referi la pământul muntos care se extinde la nord și la sud de Jabbok. A fost folosit mai general pentru întreaga regiune de la est de râul Iordan. Ea corespunde astăzi părții de nord-vest a Regatului Iordaniei.